# Енріке Гарсія Мартінес
Енріке Гарсія Мартінес (ісп. Enrique García Martínez; 25 листопада 1989, Мотілья-дель-Паланкар, Куенка) — іспанський футболіст, нападник клубу «Алавес» .

## Клубна кар'єра
Кіке починав свою кар'єру в місцевому клубі «Кінтанар дель Рей», а коли йому було 17 років перейшов до футбольної школи «Реал Мурсія», дебютувавши в сезоні 2007/08 за резервну команду в дивізіоні Терсера.
23 травня 2009 року відбувся дебют нападника у складі першої команди «Мурсії» в матчі 42-го туру Сегунди проти «Сельти» (2:2). Менш ніж через місяць, 13 червня, Кіке забив свій перший гол у домашньому матчі проти «Саламанки» (2:1). У листопаді 2009 року він підписав новий контракт на три роки і його остаточно перевели до основного складу команди. У сезоні 2009/10 форвард провів 31 гру і відзначився трьома забитими м'ячами, що не допомогло команді уникнути вильоту з Сегунди. У наступному сезоні він забив уже 12 м'ячів і допоміг клубу знову домогтися підвищення в класі.
У вересні 2011 року Кіке зазнав травми гомілки і за прогнозами мав відновитися протягом місяця, але в підсумку вибув зі складу до кінця сезону. 31 жовтня 2012 року він підписав новий контракт з «Мурсією», до 2016 року. У своєму першому сезоні після травми Кіке провів 36 матчів і забив 8 голів.
У сезоні 2013/14 нападник став другим бомбардиром Сегунди, забивши 23 м'ячі, а «Мурсія» зупинилася в кроці від виходу до Прімери, поступившись у півфіналі плей-оф «Кордові».
11 липня 2014 року Кіке за €3.5 млн перейшов до англійського «Мідлсбро».
11 серпня нападник дебютував у 1-му турі Чемпіоншіпа проти «Бірмінгем Сіті» (2:0), відразу відзначившись забитим м'ячем. За два сезони у футболці «Мідлсбро» провів за клуб 61 гру і забив 13 м'ячів.
У 2021 році перейшов до «Ейбара». У подальшому провів 5 сезонів у футболці «зброярів», зігравши за команду у 160 матчах у всіх турнірах і забивши 37 голів. Йому належить рекорд клубу по голах в найвищому дивізіоні Іспанії - 35 влучних ударів.
У кінці травня 2021 року на правах вільного агента підписав контракт із «Осасуною». За два роки провів за клуб 68 матчів в Прімері, в яких відзначився сімома голами.
У серпні 2023 року став гравцем «Алавеса». 18 січня 2025 року відзначився хет-триком у грі проти «Реал Бетіс».

## Виступи за збірну
У червні 2009 року форварда викликали до юнацької збірної Іспанії (до 20 років) для участі в Середземноморських іграх-2009, де він став чемпіоном у її складі.

## Досягнення
- Переможець Середземноморських ігор: 2009
- Переможець Сегунди Б: 2010/2011